# Moon, el meu amic panda
Moon, el meu amic panda (títol original en francès, Moon le panda) és una pel·lícula d'aventures franco-belga dirigida per Gilles de Maistre i estrenada el 2025. S'ha doblat al català.

## Sinopsi
En Tian té de dotze anys i treu males notes, raó per la qual l'envien a viure amb l’àvia, a les misterioses muntanyes xineses. Allà, secretament, es fa amic d'un panda, a qui anomena Moon. Junts emprenen una aventura extraordinària que transformarà la vida d’en Tian i de la seva família per sempre.

## Repartiment original
- Noé Liu Martane: Tian Zhao
- Sylvia Chang: Nai Nai
- Yé Liu: Fu Zhao
- Nina Liu Martane: Liya Zhao
- Alexandra Lamy: Emma Zhao